# Павло Емілій Лепід
Павло Емілій Лепід (70 — після 10 р. до н. е.) — політичний та військовий діяч Римської республіки.

## Життєпис
Походив з патриціанського роду Еміліїв. Син Луція Емілія Лепіда Павла, консула 50 року до н. е. Про молоді роки мало відомостей. 
У 43 році до н. е. Павло був підданий проскрипціям разом з батьком. У Філіппськой війні виступав на боці республіканців і підпорядкував для них у 42 році до н. е. острів Крит як легат. Згодом замирився із тріумвірами й у 36 році до н. е. супроводжував Октавіана під час військових дій проти Секста Помпея. Але зазнав поразки, тому Октавіан з Лепідом вимушені були рятуватися втечею, під час якої раб Павла спробував вбити Октавіана, щоб помститися за батька Лепіда, проте йому це не вдалося. Цей випадок не затьмарив відносин поміж Октавіаном та Павлом. У 34 році до н. е. Павло став консулом-суффектом разом з Гаєм Меммієм. Під час своєї каденції висвятив базиліку Емілія, будівництво якої почав ще його батько.
У 32 році до н. е. увійшов до колегії авгурів. У 26 році до н. е. Лепід був проконсулом Македонії, а у 22 році до н. е. був призначений цензором разом з Луцієм Мунаціем Планком, проте не мав достатньої енергії для виконання цензорських обов'язків і безперервно конфліктував зі своїм колегою, у зв'язку з чим цензорство пройшло безрезультатно.

## Родина
1. Дружина — Корнелія.
Діти:
- Марк Емілій Лепід, консул 6 року н. е.
- Луцій Емілій Павло, консул 1 року н. е.
- Емілія

2. Дружина — Клавдія Марцелла Молодша
Діти:
- Павло Емілій Регілл, квестор 15 року н. е.